# جيمي بانون
جيمي بانون (بالإنجليزية: Jimmy Bannon)‏ هو لاعب كرة قاعدة أمريكي، ولد في 5 مايو 1871 في أميسبوري في الولايات المتحدة، وتوفي في 24 مارس 1948 في جلان روك في الولايات المتحدة.

## وصلات خارجية
- جيمي بانون على موقعبيزبول رفرنس.كوم (الدوري الرئيسي) (الإنجليزية)
- جيمي بانون على موقعبيزبول رفرنس.كوم (الدوري الثانوي) (الإنجليزية)